# アルポート症候群
アルポート症候群（アルポートしょうこうぐん、英: Alport syndrome）は感音性難聴、眼異常を伴う遺伝性の進行性腎炎である。

## 概要
神経性難聴を伴う家族性遺伝性腎炎で伴性優性遺伝のものが多い。幼児期には血尿のみであるが年齢とともに蛋白尿が出現し、20歳前後までに腎不全に陥る。難聴は神経性で高音領域で著明であり、腎障害の進行とともに進行する。男性の方が女性よりも進行が早く、20歳前後で腎不全になり、難聴の合併率も高い。水晶体異常、白内障なども伴う。一方女性は無症候性血尿が主体であり、腎不全に陥るのは10%以下である。病理学的には光学顕微鏡では糸球体の増殖性変化が主体であり、間質に泡沫細胞を認めるが、初期にはほとんど正常と変わらない。電子顕微鏡では糸状体基底膜の細裂、網目状変化が特徴である。
腎不全への進行を阻止する特異的な治療法は無く、基本的は慢性腎不全と同様の保存治療を行い、最終的に末期腎不全となった場合は透析・移植療法を行う。

## 原因
アルポート症候群はIV型コラーゲンの異常に基づく先天性疾患であり、原因となる遺伝子はIV型コラーゲンのα鎖に関わっているCOL4A3, COL4A4, COL4A5の3つが知られるが、COL4A3とCOL4A4は第2染色体上に、COL4A5はX染色体上にあり、それぞれ常染色体劣性遺伝、伴性優性遺伝の形式を示す。アルポート症候群の約80%が伴性優性遺伝を示すCOL4A5が原因である。IV型コラーゲンは腎臓の糸球体基底膜や蝸牛のらせん靭帯にあり、これらが障害されることにより腎障害や感音性難聴をきたすとされている。

## 症状
アルポート症候群では腎障害に加えて難聴や眼症状を呈することが多い。一般にX染色体が1つしかない男性の方が、2つある女性よりも症状の進行が速い。
- 血尿
- 蛋白尿
- ネフローゼ症候群
- 白内障
- 円錐水晶体
- 感音性難聴